# 明治神宮野球大会北海道地区代表決定戦
明治神宮野球大会北海道地区代表決定戦（めいじじんぐうやきゅうたいかいほっかいどうちくだいひょうけっていせん）は、明治神宮野球大会大学の部の出場権獲得をかけて、北海道学生野球連盟秋季リーグ1部優勝チームと札幌学生野球連盟秋季リーグ1部優勝チームが対戦する大会である。

## 歴史

### 大会方式の歴史
- 2009年 - 1戦先勝方式で創設。
- 2010年 - 2戦先勝方式に変更。

### 北海道代表選出方法の歴史
- 1970年-1971年：北海道地区大学野球連盟から優勝チームが出場。
- 1972年-1980年：北海道地区大学野球連盟と北部地区大学野球連盟の優勝チームによる明治神宮野球大会東北・北海道地区代表決定戦。優勝チームが東北・北海道地区代表として出場。
- 1981年-1986年：北海道学生野球連盟と北部地区大学野球連盟による隔年出場枠方式。
- 1987年-1990年：隔年出場枠方式を廃止、北海道地区大学野球連盟と北部地区大学野球連盟の優勝チームによる明治神宮野球大会北部・北海道地区代表決定戦が復活。優勝チームが北部・北海道地区代表として出場。
- 1991年-1995年：名称を明治神宮野球大会北海道・東北地区代表決定戦に変更。優勝チームが北海道・東北地区代表として出場。
  - 1991年秋季よりリーグが分割したことに伴い北海道代表は北海道学生野球連盟の優勝チームと札幌学生野球連盟の優勝チームによる明治神宮野球大会北海道地区代表決定戦を行う。優勝チームが北海道地区代表として出場。
- 1996年-2008年：名称を明治神宮野球大会北海道・東北地区大学野球王座決定戦に変更。優勝チームが北海道・東北地区5連盟代表として出場。
  - 北海道地区からの出場校は各リーグの優勝チームが出場。
- 2009年-現在：出場枠増に伴い明治神宮野球大会北海道・東北地区代表決定戦が廃止、北海道地区と東北地区にそれぞれ出場枠が与えられ北海道地区に37年ぶりに通年の単独代表枠が復活。現在の明治神宮野球大会北海道地区代表決定戦が創設。優勝チームが北海道地区2連盟代表として出場。

## 出場校
- 北海道学生野球連盟秋季リーグ1部優勝チーム
- 札幌学生野球連盟秋季リーグ1部優勝チーム

## 開催地
- 札幌学生野球連盟の開催時は、どの出場校でも札幌市円山球場で試合が開催される（開催年は西暦の奇数年度）。
- 北海道学生野球連盟の開催時は、出場校の所在地により試合を開催する球場が異なる（開催年は西暦の偶数年度[1]）。

## 北海道地区代表決定戦 (結果)・全国大会 (成績)

### 北海道地区代表決定戦

#### 歴代優勝
- 太字は優勝チーム（北海道地区大学野球連盟時代は含まない）。

| 回 | 年度   | 北海道学生野球連盟                           | 札幌学生野球連盟                             | 開催球場                                     |
| -- | ------ | -------------------------------------------- | -------------------------------------------- | -------------------------------------------- |
| 1  | 2009年 | 函館大学 （1勝0敗0分）                       | 北海学園大学 （0勝1敗0分）                   | 札幌円山球場 （10月15日）                    |
| 2  | 2010年 | 東京農業大学生物生産学部 （2勝1敗0分）       | 道都大学 （1勝2敗0分）                       | 網走呼人球場 （10月9〜11日）                 |
| 3  | 2011年 | 函館大学 （2勝0敗0分）                       | 北翔大学 （0勝2敗0分）                       | 札幌円山球場 （10月13〜14日）                |
| 4  | 2012年 | 東京農業大学北海道オホーツク （0勝2敗0分）   | 道都大学 （2勝0敗0分）                       | 網走呼人球場 （10月6〜7日）                  |
| 5  | 2013年 | 東京農業大学北海道オホーツク （0勝2敗0分）   | 道都大学 （2勝0敗0分）                       | 札幌円山球場 （10月2〜3日）                  |
| 6  | 2014年 | 東京農業大学北海道オホーツク （2勝1敗0分）   | 道都大学 （1勝2敗0分）                       | 網走呼人球場 （10月4〜6日）                  |
| 7  | 2015年 | 東京農業大学北海道オホーツク （0勝2敗0分）   | 道都大学 （2勝0敗0分）                       | 札幌円山球場 （10月4〜5日）                  |
| 8  | 2016年 | 旭川大学 （1勝2敗0分）                       | 東海大学北海道キャンパス （2勝1敗0分）       | あいべつ球場 （10月1〜3日）                  |
| 9  | 2017年 | 函館大学 （0勝2敗0分）                       | 星槎道都大学 （2勝0敗0分）                   | 札幌円山球場 （10月12〜13日）                |
| 10 | 2018年 | 函館大学 （2勝1敗0分）                       | 星槎道都大学 （1勝2敗0分）                   | 函館オーシャンスタジアム （10月3〜5日）      |
| 11 | 2019年 | 東京農業大学北海道オホーツク （1勝2敗0分）   | 東海大学札幌キャンパス （2勝1敗0分）         | 札幌円山球場 （10月2〜4日）                  |
| 12 | 2020年 | 新型コロナウイルス感染症の影響により開催中止 | 新型コロナウイルス感染症の影響により開催中止 | 新型コロナウイルス感染症の影響により開催中止 |
| 13 | 2021年 | 東京農業大学北海道オホーツク （2勝1敗0分）   | 東海大学札幌キャンパス （1勝2敗0分）         | 札幌円山球場 （10月15〜17日）                |
| 14 | 2022年 | 東京農業大学北海道オホーツク （2勝1敗0分）   | 星槎道都大学 （1勝2敗0分）                   | 網走呼人球場 （10月14〜16日）                |
| 15 | 2023年 | 東京農業大学北海道オホーツク （2勝0敗0分）   | 北海学園大学 （0勝2敗0分）                   | 札幌円山球場 （10月12〜13日）                |
| 16 | 2024年 | 函館大学 （0勝2敗0分）                       | 札幌大学 （2勝0敗0分）                       | 函館オーシャンスタジアム （10月8〜9日）      |

#### 出場チーム成績
- 北海道学生野球連盟は8回優勝、札幌学生野球連盟は7回優勝（北海道地区大学野球連盟時代は含まない）。

| 北海道学生野球連盟            | 北海道学生野球連盟 | 北海道学生野球連盟 | 北海道学生野球連盟                                 | 北海道学生野球連盟 |
| 大学                          | 出場回数           | 優勝回数           | 備考                                               |                    |
| ----------------------------- | ------------------ | ------------------ | -------------------------------------------------- | ------------------ |
| 東京農業大学 北海道オホーツク | 9回                | 5回                | 東京農業大学生物産業学部での出場1回・優勝1回を含む |                    |
| 函館大学                      | 5回                | 3回                |                                                    |                    |
| 旭川大学                      | 1回                | 0回                |                                                    |                    |
| 札幌学生野球連盟              |                    |                    |                                                    |                    |
| 大学                          | 出場回数           | 優勝回数           | 備考                                               |                    |
| 星槎道都大学                  | 8回                | 4回                | 道都大学での出場5回・優勝3回を含む                 |                    |
| 東海大学 札幌キャンパス       | 3回                | 2回                | 東海大学北海道キャンパスでの出場1回・優勝1回を含む |                    |
| 北海学園大学                  | 2回                | 0回                |                                                    |                    |
| 札幌大学                      | 1回                | 1回                |                                                    |                    |
| 北翔大学                      | 1回                | 0回                |                                                    |                    |

### 全国大会

#### 明治神宮野球大会の成績
- 太字：その項目の最高記録（北海道地区大学野球連盟時代も含む）。
- （注1）：北海道地区大学野球連盟時代の8回出場を含む。
- （注2）：北海道地区大学野球連盟（北海道産業短期大学）時代の2回出場を含む。
- （注3）：北海道地区大学野球連盟時代の2回出場を含む。

| 北海道学生野球連盟                                            | 北海道学生野球連盟            | 北海道学生野球連盟 | 北海道学生野球連盟 | 北海道学生野球連盟 |
| 大学                                                          | 結果                          |                    |                    |                    |
| ------------------------------------------------------------- | ----------------------------- | ------------------ | ------------------ | ------------------ |
| 東京農業大学北海道オホーツク （旧：東京農業大学生物産業学部） | 出場：4回 最高：4強           |                    |                    |                    |
| 函館大学                                                      | 出場：3回 最高：初戦          |                    |                    |                    |
| 旭川大学                                                      | 出場：1回 最高：初戦          |                    |                    |                    |
| 札幌学生野球連盟                                              |                               |                    |                    |                    |
| 大学                                                          | 結果                          |                    |                    |                    |
| 札幌大学                                                      | 出場：9回（注1） 最高：4強    |                    |                    |                    |
| 星槎道都大学 （旧：道都大学）                                 | 出場：6回（注2） 最高：準優勝 |                    |                    |                    |
| 東海大学札幌キャンパス （旧：東海大学北海道キャンパス）       | 出場：2回 最高：8強           |                    |                    |                    |
| 北海学園大学                                                  | 出場：2回（注3） 最高：初戦   |                    |                    |                    |